# Het Fort/Zeekant
Het Fort/Zeekant (gebied 40) is een wijk in het zuiden van de gemeente Bergen op Zoom
De wijk ligt dicht bij het centrum en wordt omsloten door de wijken: vestinggronden-zuid, het Glacis, Bergse Plaat en de Markiezaten.
Het gebied ondergaat de laatste jaren een grote metamorfose om de leefbaarheid te verbeteren. Diverse straten/huizen zijn gesloopt en hebben plaatsgemaakt voor nieuwbouw.
De wijk heeft een eigen winkelcentrum, dat gevestigd is aan de Antwerpsestraatweg.